# Зиновьева, Наталья Тимофеевна
Наталья (Наталия) Тимофеевна Зиновьева (урождённая Тифантьева) — русская советская сказительница, исполнительница былин-баллад.

## Биография
Наталья Тимофеевна родилась примерно в 1884—1886 годах в деревне Конда (ныне упразднена, находилась на острове Большой Климецкий Онежского озера). Её родителями были крестьяне Тимофей Андреевич и Настасья Ивановна Тифантьевы. В семье, помимо Натальи, было ещё трое детей: старший брат Яков, сестра Надежда и младший брат Фёдор. Яков в возрасте 20 лет простудился и умер. Отца в тот же год парализовало, он пролежал парализованным полтора года. Наталья нянчилась с младшим братом, а также вместе с матерью и другими детьми занималась крестьянским трудом. Грамоте Наталья обучиться не смогла, ходила в школу всего 3 дня, а затем родители запретили. Примерно в восьмилетнем возрасте едва не погибла в результате несчастного случая: повод обмотался вокруг её руки, и лошади протащили девочку около версты. Наталья сломала себе ноги и долго не могла поправиться.
Наталья Тимофеевна вышла замуж за Федора Тимофеевича Зиновьева из деревни Зиновьево Сенногубского общества Великогубской волости Петрозаводского уезда Олонецкой губернии и переехала к мужу. По её признанию, замужество было неудачным:
Свекрова меня не любила и оцень обижала и била миня, и кочергой, и крюком, и всим, и сколько раз на суд водила. 15 год я со свекровой жила, дак каждый день я горькима слезамы плакала. Раза три у меня петля была налажена — повесице я сбиралась, либо потонуть. Она и к колдунам ходила, штоб меня муж бил <…> и не любил.
Муж Натальи Тимофеевны был неграмотным, однако самостоятельно обучился столярному делу и работал плотником. В свободное от крестьянского труда время занимался строительством изб, бань и прочих сооружений в окрестных деревнях. Позднее работал плотником на каменных разработках на Оленьем острове.
В семье было пятеро детей. Жили бедно. Наталья Тимофеевна вместе с детьми занималась крестьянским трудом: пахала, сеяла, молотила, косила, рубила дрова. По сведениям 1931 года, старшему сыну было 18 лет, он работал на заводе в Петрозаводске. Младшие дети в возрасте 14, 13, 7 и 4 лет жили с матерью. Дочери в летнее время подрабатывали няньками.

## Творчество
Исполнять былины-баллады Наталья Тимофеевна научилась от матери. Та, в свою очередь, усвоила от беззубой старушки Гавриловны, которую за шамканье прозвали «бабушкой Шапшей» (от неё же усвоила былины сказительница А. С. Богданова). Как говорила Наталья Тимофеевна, Шапша знала очень много былин, исполняла их зимой за прядением и летом за жатвой.
В 1931 году к Зиновьевой приезжала фольклористка Н. Котлярова и записала её автобиографию и ряд произведений. Наталья Тимофеевна говорила, что в молодости знала много былин, но существенную часть забыла. Записанные от неё в том году былины-баллады «О девяти братьях и одной сестре», «Былина про удовушку» и «Насильственное пострижение» были включены в книгу «Былины Севера» (1951). Также от Натальи Зиновьевой были записаны духовные стихи «О Святополке, Борисе и Глебе», «Стих об Алексее человеке божием», «Про двух братьев Лазарей» и «Про змея лютого» («Егорий и Елисафия») и неоконченная сказка «Про Фифелиста сокола». Зиновьева также говорила, что ей были известны сказки про Ивана-царевича и про разбойников.
По словам фольклористки А. М. Астаховой, Наталья Зиновьева «принадлежит к числу тех сказительниц, эпический репертуар которых ограничен былинами балладного жанра».